# Cândido Tavares
Pour les articles homonymes, voir Tavares.
Cândido Coelho Tavares est un footballeur et entraîneur portugais né le 30 décembre 1911 à Seixal et mort le 18 juin 1997 dans la même ville. Il évoluait au poste de gardien de but.

## Biographie

### En tant que joueur
Il joue dans des clubs comme Casa Pia, le Lusitano Évora et Benfica.

### En tant qu'entraîneur
Il remporte avec Benfica la coupe du Portugal en 1952.

## Carrière

### En tant que joueur
- 1931 :  Casa Pia
- 1932-1934 :  Lusitano Évora
- 1934-1935 :  Casa Pia
- 1935-1937 :  Benfica Lisbonne
- 1938-1939 :  Casa Pia

### En tant qu'entraîneur
- 1951-1952 :  Benfica Lisbonne
- 1953-1954 :  Vitória Guimarães
- 1954-1955 :  Lusitano Évora
- 1956 :  Torreense
- 1957-1958 :  GD CUF

## Palmarès

### En tant qu'entraîneur
Avec le Benfica Lisbonne :
- Vainqueur de la Coupe du Portugal en 1952